# Torsteinsvik
Torsteinsvik är en tätort i Øygardens kommun i Vestland fylke i västra Norge. Orten ligger vid fylkesväg 561 och omfattar bebyggelse på öarna Toftøyna och Rongøyna i den norra delen av kommunen.
I tätorten ingår orten Rong på ön Rongøyna, som tidigare har utgjort centralort i kommunen.